# Crapeaumesnil

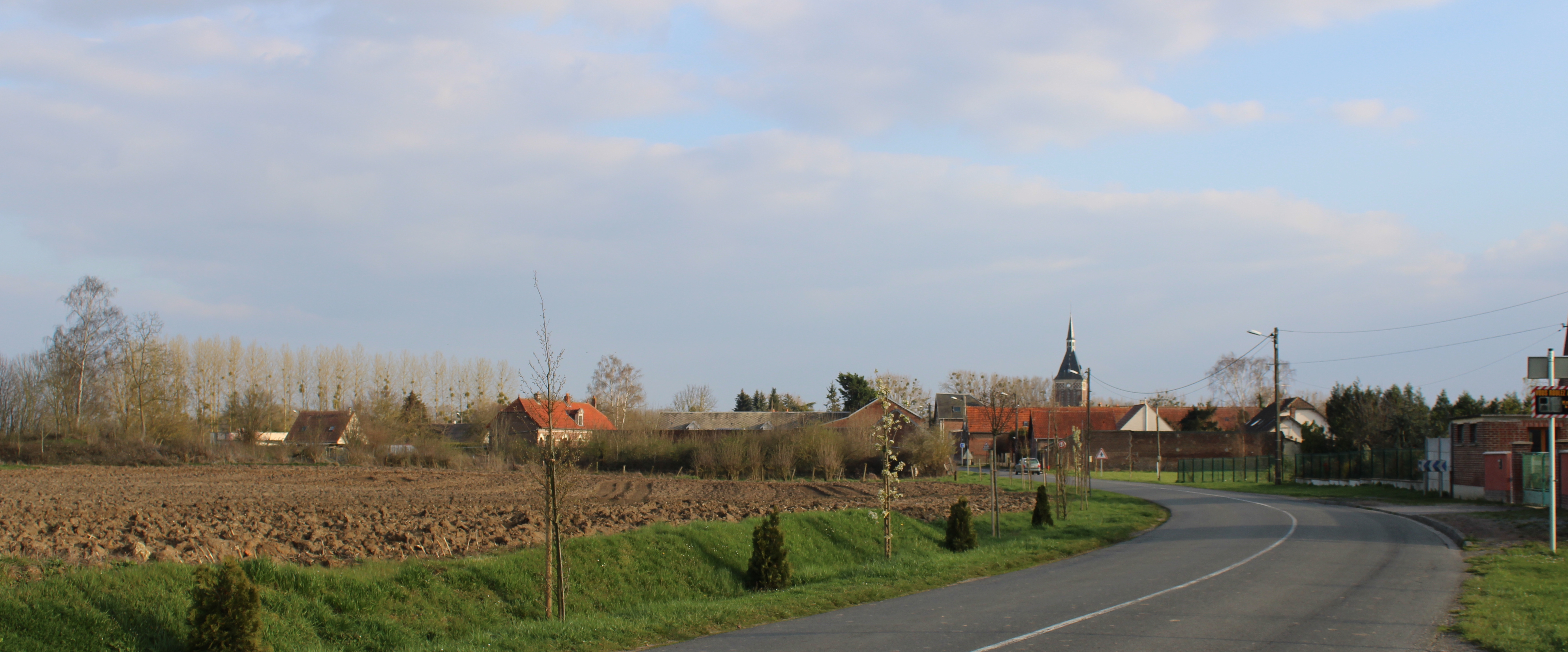
Blick auf Crapeaumesnil, 2019

 Crapeaumesnil  ist eine französische Gemeinde mit 220 Einwohnern (Stand 1. Januar 2022) im Département Oise in der Region Hauts-de-France. Sie gehört zum Arrondissement  Compiègne und zum Kanton Thourotte.

## Geografie
Crapeaumesnil liegt 25 Kilometer nordwestlich von Compiègne.

## Bevölkerungsentwicklung
| Jahr      | 1962 | 1968 | 1975 | 1982 | 1990 | 1999 | 2007 |
| Einwohner | 110  | 87   | 86   | 89   | 115  | 131  | 142  |